# Three Days Broken
Three Days Broken е първият освободен EP на Story Of The Year, по онова време по-известни като Big Blue Monkey.

## Песни
1. Best Left Unsaid 6:02
2. Forjana 4:29
3. Shifting 5:57
4. Genuine 5:33

## Членове на групата
- Джон Тейлър – Вокалист
- Райън Филипс – Бас китара
- Джош Уилс – Соло китара
- Дан Марсала – Барабани